# Северный храм воздуха
«Северный храм воздуха» (англ. The Northern Air Temple) — семнадцатый эпизод первого сезона американского мультсериала «Аватар: Легенда об Аанге».

## Сюжет
Команда Аватара слышит историю о магах воздуха. Аанг думает, что речь о его вымершем народе, но ему говорят, что покорителей воздуха видели недавно. Команда отправляется к Северному храму воздуха и видит там людей, парящих в небе. Аанг понимает, что это не его народ. Аватар исполняет воздушные трюки вместе с Тео, который летает на кресле-планере. Когда они приземляются, команда видит, что он инвалид. Они знакомятся, и Тео показывает им храм. Аангу грустно от того, что в нём всё изменилось. После Тео отводит их на площадку со статуей монаха воздуха, которая осталась прежней. Однако внезапно статую сносят, чтобы построить баню, и Аанг злится, ругаясь с отцом Тео. Мужчина рассказывает, что много лет назад его люди были вынуждены покинуть свои дома из-за наводнения, а его сын пострадал при этом, также лишившись матери. Они нашли это место и обустроили его. Отец Тео — изобретатель, и подарил своему сыну новую жизнь в воздухе.
Далее Аанг, Катара и Тео идут по храму и доходят до святилища как в Южном храме воздуха. Его может открыть только маг воздуха, но Аанг отказывается это делать, чтобы хоть одно место осталось нетронутым. Сокка и изобретатель спускаются в подвал, и отец Тео говорит, что им нужно найти способ обнаруживать утечку газа. Тем временем Тео даёт Катаре полетать на планере. Она сначала боится, но когда летит, то ей нравится. Они здорово проводят время, и Аанг решает всё же открыть святилище, если Тео сильно хочется посмотреть, что внутри. Сокка и изобретатель в его мастерской чувствуют запах тухлого яйца и пытаются найти его. Аанг открывает дверь святилища. Сокка и отец Тео решают положить тухлые яйца в подвал, чтобы газ обретал вонючий запах, и можно было обнаружить его утечку. Изобретатель слышит тревогу колокола, а Аанг, Катара и Тео видят в святилище боеприпасы для народа Огня. Отец Тео приходит к ним и рассказывает, что был вынужден сотрудничать с агрессорами, иначе они бы сожгли это место.
В скором времени приходит представитель нации Огня, но Аанг прогоняет его, срывая сделку. Тот грозится уничтожить храм. Жители готовятся отражать атаку. Отец Тео и Сокка находят способ управлять воздушным шаром, контролируя огонь. Когда маги огня прибывают, поселенцы на планерах отбивают их наступление. Армия едет на боевых машинах и взбирается на гору. Катара использует магию воды, чтобы заморозить их, а Аппа крушит машины. Однако они понимают, что им не справиться, и тогда Сокка с отцом Тео летят на воздушном шаре, сбрасывая на людей Огня грязевые бомбы. Когда припасы кончаются, пара чувствует запах тухлых яиц, обнаруживая, что газ утёк в ущелье. Они сбрасывают источник топлива вниз, и подножье горы взрывается. Солдаты нации Огня отступают, а шар начинает падать. Аанг спасает Сокку и отца Тео. После Аватар выражает понимание их народу и рад, что они нашли храм воздуха. В лесу нация Огня находит упавший воздушный шар и забирает его себе.

## Отзывы

Динамика оценок IGN к эпизодам 1 сезона мультсериала

Тори Айрленд Мелл из IGN поставил серии оценку 9 из 10 и написал, что «„Северный храм воздуха“ был эпизодом с приятным темпом [повествования]». Рецензент не был удивлён и «ожидал, что Аанг немного будет зол, когда обнаружит, что его храм уже не тот, каким был раньше». Критику понравилось, что в этом эпизоде Аппа снова немного поучаствовал в финальной битве. Мелл посчитал, что «безусловно, лучшей частью этого эпизода был конец», когда нация Огня заполучила в своё распоряжение воздушный шар.
Хайден Чайлдс из The A.V. Club подметил, что «„Северный храм воздуха“ напоминает третий эпизод». Рецензент посчитал, что «как и беспокойство Аанга по поводу преображения храма, последовательность битвы кажется хорошей идеей, которая плохо реализована». Критик также написал, что «Тео раздражает гораздо больше, чем ничтожество Хару [из 6 эпизода]», порадовавшись, что Катара не проявила к первому такого же интереса, как к магу земли или Джету.